# Kloster Galiläa

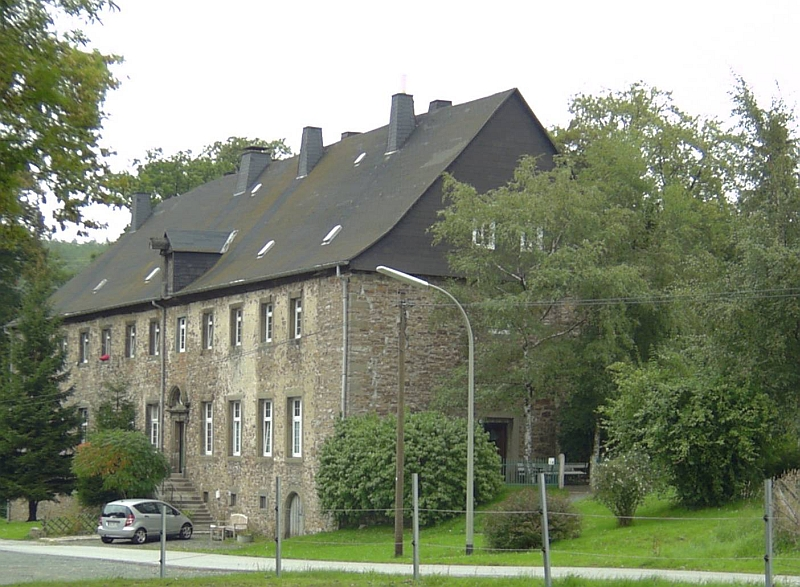
Reste des ehemaligen Klosters Galiläa

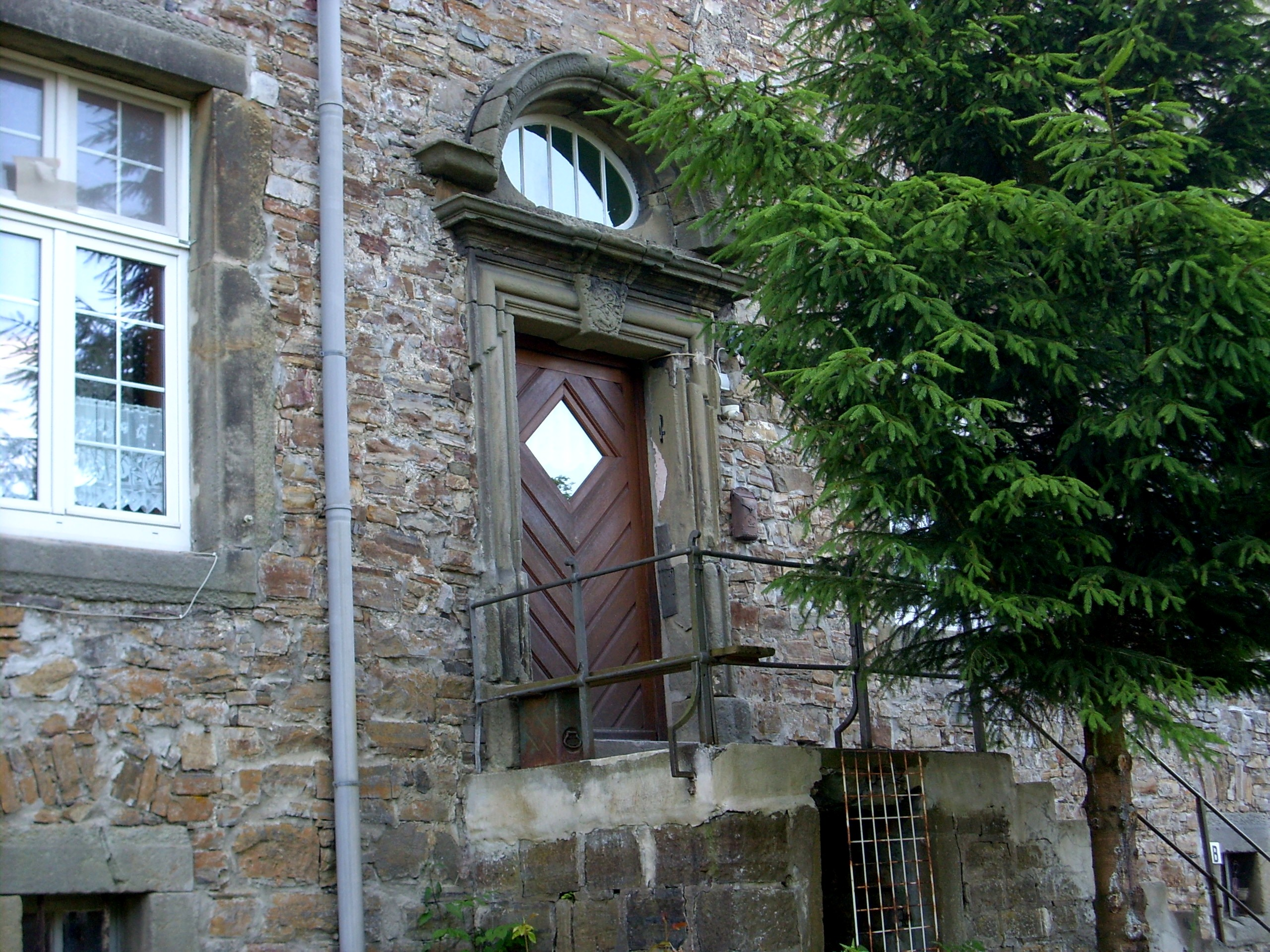
Eingang

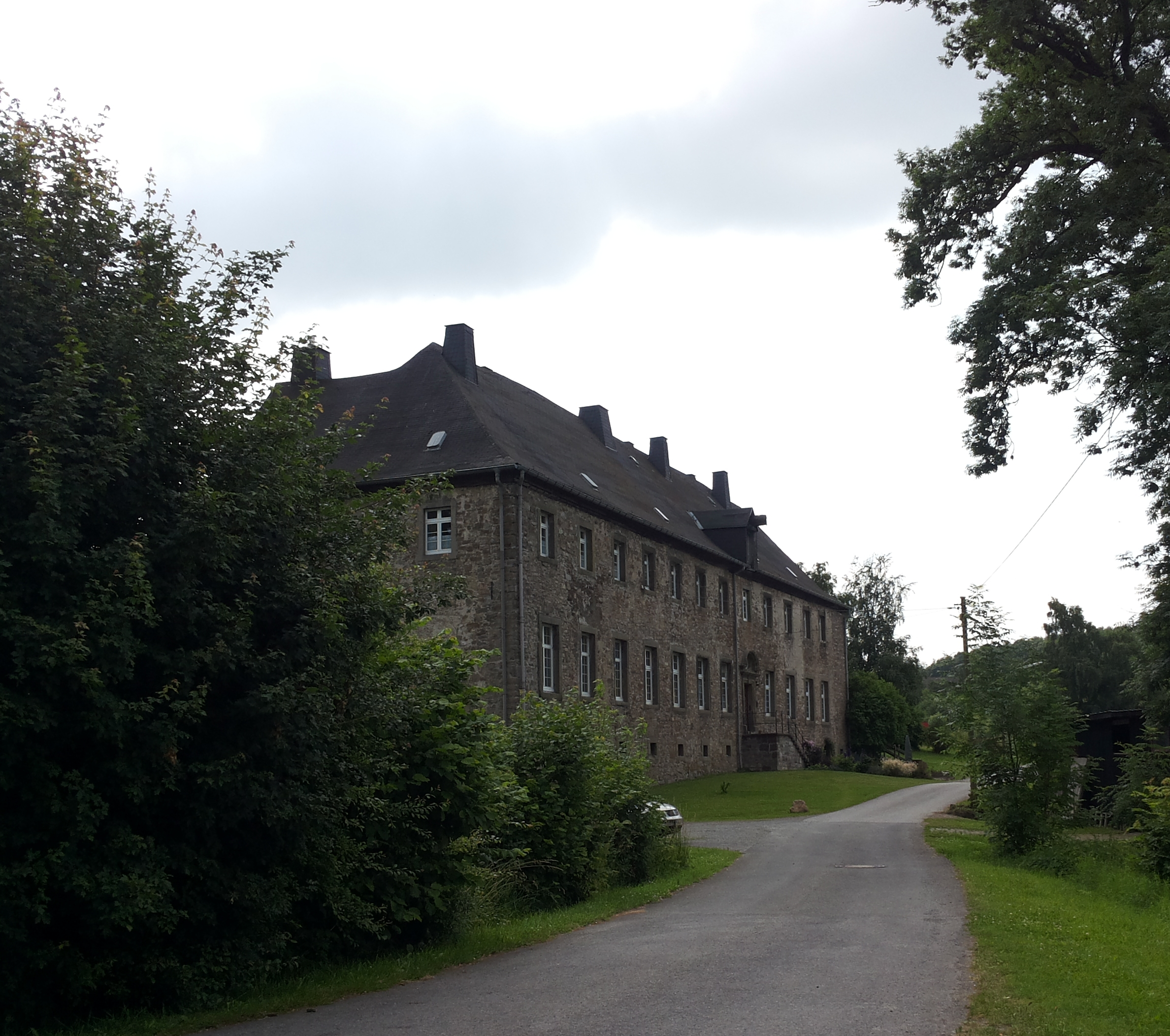
Zufahrt

Das Kloster Galiläa befand sich im Nordwesten von Meschede.
Durch Schenkung der Eheleute Henneke von Berninghausen († 1483) und Margaretha von Hückelheim kam im Februar 1483 das kleine Dorf Hückelheim mit seinen Höfen an die Dominikanerinnen der Klausenkapelle vom Klausenberg (auch Keppelsberg), die hier 1484 ein Kloster errichteten. Sie wohnten zuvor in einer Klause neben der St. Michaels-Kapelle. Um 1750 wurde es abgerissen und ein neues vierflügeliges Haus gebaut. Betreut wurde das Kloster vom Dominikanerkloster Soest.
Im Jahre 1810 wurde es als letztes Kloster Westfalens säkularisiert. Da sich die Nonnen unter Leitung von Priorin Pranghe weigerten, wurde schließlich vom Amtmann die Tür aufgebrochen und das Herdfeuer gelöscht (ein damals wichtiger symbolischer Akt). Die Dominikanerinnen beugten sich dem Druck und zogen am 14. Dezember 1810 aus.
Die Kirche und drei Klosterflügel wurden 1860 abgerissen. Ein Flügel ist bis heute erhalten und wird als Wohnhaus genutzt. Die Glocke befindet sich in der Kapelle am Südfriedhof von Meschede. Der Besitz westlich des Klosters ist heute ein Industriegebiet.